# Franz Ruisinger (Verwaltungsbeamter)
Franz Ruisinger (* 16. November 1839 in Geislingen an der Steige; † April 1915 in Bad Mergentheim) war ein württembergischer Verwaltungsbeamter.

## Leben
Ruisinger war ein Sohn des Bauern und Schneidermeisters Joseph Anton Ruisinger und dessen Ehefrau Anna Maria, geb. Braun. Er besuchte die Lateinschule in Geislingen und von 1853 bis 1857 das Obergymnasium in Ulm. Nach der Maturitätsprüfung studierte er an der Universität Tübingen und legte 1868 die erste, 1869 beim Departement des Innern die zweite höhere Dienstprüfung ab. Er war Mitglied der Landsmannschaft Ghibellinia Tübingen.
Nach einem Probereferendariat beim Oberamt Tübingen und bei der Regierung des Schwarzwaldkreises in Reutlingen wurde Ruisinger 1870 Aktuariatsverweser beim Oberamt Neuenbürg, dann Assistent beim Oberamt Neresheim und Aktuariatsverweser beim Oberamt Marbach. 1871 wurde er Oberamtsaktuar beim Oberamt Sulz, 1873 Amtmann beim Oberamt Marbach und ab 1882 auch mit der Wahrnehmung der Amntsanwaltschaft beim Amtsgericht Marbach beauftragt. 1883 wechselte er als Sekretär zum Verwaltungsrat der Gebäudebrandversicherungsanstalt. 1885 wurde er Oberamtmann des Oberamts Oberndorf, 1889 Oberamtmann des Oberamts Mergentheim, 1895 Oberamtmann des Oberamts Urach. 1902 trat er in den Ruhestand.

## Auszeichnungen
- Ritterkreuz 1. Klasse des Friedrichs-Ordens
- Bronzene Jubiläumsmedaille